# Gymnophora dispariseta
Gymnophora dispariseta är en tvåvingeart som beskrevs av Brown 1998. Gymnophora dispariseta ingår i släktet Gymnophora och familjen puckelflugor. Inga underarter finns listade i Catalogue of Life.